# Leode
Leode è un personaggio dell'Odissea di Omero.

## Il mito
Leode, figlio del nobile Enope, era uno dei Proci, giovani e subdoli pretendenti al trono di Itaca, allorché Ulisse, il re, era impegnato nella guerra di Troia: era anche aruspice, dotato di preveggenza. Ulisse, una volta tornato in patria, dovette vedersela coi pretendenti che si erano insediati nella reggia volendo sposare, in sua assenza, la moglie Penelope. Aiutato dal figlio Telemaco e dai servi fedeli dette il via a una grande strage nella sala del palazzo. Quello dei Proci cui Odisseo riservò la sorte peggiore fu proprio Leode che, vista la carneficina, si gettò alle sue ginocchia implorando di essere risparmiato, ma il re di Itaca, sordo alle sue preghiere, raccolse la spada di Agelao (un pretendente ucciso poco prima dall'eroe acheo), e con questa gli tagliò la testa che cadde al suolo mentre ancora parlava.

## Nell'arte
- Uno dei frammenti di una fiala attica a figure rosse, databile al quinto secolo avanti Cristo, mostra la testa recisa di Leode. [1]